# ヤニー・デュプレッシー
ヤニー・デュプレッシー（Jannie du Plessis、1982年11月16日 - ）は、ユナイテッド・ラグビー・チャンピオンシップのライオンズに所属するラグビーユニオン選手。

## プロフィール
- 南アフリカ・ベスレヘム出身。
- ポジションはプロップ(PR)。
- 身長 188cm、体重 119kg
- 弟のビスマルクもラグビー選手[1](現・モンペリエ)。
- 南アフリカ代表キャップは70（2020年4月現在）でワールドカップ2007・2011・2015の南アフリカ代表に選ばれた[2]。

## 来歴
フリーステイト・チーターズ、チーターズ、シャークス、シャークス、モンペリエを経て、2020年、ライオンズに加入。